# Joseph Labbé
Marie Joseph Labbé (Évreux, 22 settembre 1864 – Verneuil-sur-Avre, 11 gennaio 1944) è stato un tiratore a segno e tiratore a volo francese.

## Carriera
Partecipò ai Giochi della II Olimpiade di Parigi nel 1900, disputando le gare di pistola automatica da 25 metri, dove giunse sesto, e di fossa olimpica, dove arrivò settimo.